# 봄 여름 가을 그리고 겨울
봄 여름 가을 그리고 겨울은 1972년 공개된 대한민국의 영화이다. 신성일의 3번째 감독 작품이다.

## 배역
- 신영균
- 신영일
- 나오미

## 수상
- 1972년 제8회 백상예술대상
  - 영화부문 미술상 - 노인택
  - 영화부문 신인상(연기) - 신영일, 나오미
  - 영화부문 신인상(연출) - 신성일
  - 영화부문 주제가상 - 이봉조